# Anatolij Arkaďjevič Blagonravov
Anatolij Arkaďjevič Blagonravov (rusky Анатолий Аркадьевич Благонравов) (1. června 1894 Aňkovo, Ruské impérium - 4. února 1975 Moskva, Sovětský svaz) byl sovětský vědec v oblasti mechaniky (balistiky), akademik.

## Život
V roce 1916 ukončil studium na Michailovské dělostřelecké škole. Bojoval v první světové válce. Po skončení občanské války pokračoval ve studiu na Vyšší dělostřelecké škole, kterou ukončil v roce 1924 a Moskevské vojenské akademii, kterou ukončil roku 1929. Po získání doktorátu z inženýrství v roce 1938 se stal profesorem na Moskevské dělostřelecké akademii. Během druhé světové války spolupracoval na vývoji pěchotních a dělostřeleckých zbraní. V poválečném období se věnoval vývoji raket. V roce 1953 se byl jmenován do funkce ředitele Institutu mechaniky Sovětské akademie věd. Od roku 1959 byl viceprezidentem organizace COSPAR. Významnou měrou se podílel na vypuštění první umělé družice země, Sputnik 1. V letech 1963-1966 jako předseda Komise pro výzkum a využití kosmického prostoru při Akademii věd Sovětského svazu spolupracoval s NASA při společném mírovém využití vesmíru. Jeho snahy vyvrcholily půl roku po jeho smrti v roce 1975, společným programem Sojuz-Apollo.
Byl pohřben na Novodevičím hřbitově v Moskvě.

## Ocenění
- Hrdina socialistické práce (1964, 1974)
- Leninův řád (1940, 2x 1945, 1964, 1974)
- Řád Říjnové revoluce
- Řád rudého praporu (1919, 1944, 1949)
- Leninova cena (1960)
- Stalinova cena 2. stupně (1941)